# ФК Аполон Смирна
„Гимнастически клуб Аполона Смирна“ (на гръцки: Γυμναστικός Σύλλογος Απόλλων Σμύρνης) е гръцки футболен отбор от столицата Атина. Играе на стадион „Георгиос Камарас“. Основни цветове – бял и син.

## История
Спортният клуб е създаден в Смирна през 1891 г. в Османската империя. След обмяната на гръцко-турското население преминава в Атина.
През 2000 година отборът преминава в Бета Етники (втора дивизия), но през 2005 г. изпада в Гама Етники. През 2007 изпада дори в Делта Етники, но я печели през 2010 г. и отново се завръща в трета дивизия. През 2012 г. „Аполон“ печели Гама Етники, а през 2013 г. – и Бета Етники, което му позволява да влезе в Суперлигата. По такъв начин за непълни 4 години отборът изминава пътя от четвърта до първа дивизия.

## Успехи
Футболна лига (втора дивизия)
- -  Шампион (4): 1970, 1973, 1975, 2013

Гама Етники (трета дивизия)
- -  Шампион (1): 2012

Делта Етники (четвърта дивизия)
- -  Шампион (1): 2010

## Български футболисти
- Мартин Горанов: - 1997/98 - (1 мача - 0 гола)
- Тихомир Теодоров: - 1998/99 - (8 мача - 0 гола)